# Cleanin’ Out My Closet
Cleanin’ Out My Closet (englisch etwa für „Ich pack’ aus“) ist ein Lied des US-amerikanischen Rappers Eminem. Der Song ist die zweite Singleauskopplung seines vierten Studioalbums The Eminem Show und wurde am 17. September 2002 veröffentlicht. Außerdem ist das Lied auf Eminems Best-of-Album Curtain Call: The Hits enthalten.

## Inhalt
Der Track wird gemeinhin als sarkastische Entschuldigung an Eminems Mutter verstanden. Tatsächlich befassen sich die drei Strophen des Lieds allerdings mit unterschiedlichen Themen.
Die erste Strophe behandelt die Kritik und den Aktionismus, die sich von verschiedenen Richtungen wiederholt gegen Eminems Texte regen. Zunächst fragt er den Hörer, ob er jemals gehasst oder diskriminiert worden sei. Für sich selbst bejaht Eminem diese Frage und sagt, dass gegen ihn protestiert und demonstriert worden sei. Danach spricht er sich selber Mut zu und fordert sich auf, immer weiterzumachen.
In der zweiten Strophe schlägt er einen erzählerischen Bogen: Zunächst spricht er davon, dass sein Vater die Familie verließ, als er noch ein kleines Kind war, und dass er sich nur wünsche, dass sein Vater sterbe. Denn er selbst würde auf keinen Fall seine Tochter Hailie verlassen und sagt, er werde alles tun, damit es zwischen ihm und Kim, seiner Exfrau, klappt, wenigstens Hailie zuliebe. Weiter gesteht Eminem ein, dass er Fehler in dieser Beziehung gemacht hat – etwa die Tatsache, dass er Kim und ihren Geliebten mit einer Schusswaffe bedroht hat. Der „klügste Scheiß“, den er allerdings gemacht hatte, sei gewesen, die Kugeln aus dieser Waffe herauszunehmen, da er sonst wohl beide erschossen hätte.
Am Anfang der dritten Strophe stellt er klar, dass er niemals seine eigene Mutter dissen würde, nur um Anerkennung zu bekommen. Anschließend wirft er ihr Drogenmissbrauch vor und gibt an, Opfer des Münchhausen-Stellvertretersyndroms gewesen zu sein (eine Krankheit, bei der bspw. eine Mutter Krankheiten ihres Kindes vortäuscht). Danach verspottet er seine Mutter und bezeichnet sie des Öfteren als Schlampe. Er sagt, sie werde einsam und alleine alt werden, denn auch Nathan (Eminems Halbbruder) werde einsehen, dass sie falsch sei. Auch Hailie sei inzwischen größer geworden, aber ihre Großmutter werde sie niemals sehen – Hailie würde noch nicht mal zu ihrer Beerdigung kommen. Am meisten von allem täte ihm weh, dass seine Mutter ihre Fehler nicht eingestehe. Er fordert sie ironisch dazu auf, sich weiter einzureden, dass sie eine gute Mutter sei. Am Ende erinnert er sie an den Tod seines Onkels Ronnie und gibt an, sie hätte sich gewünscht, er sei an dessen Stelle gestorben.

## Produktion
Eminem produzierte den Beat von Cleanin' Out My Closet in Zusammenarbeit mit Jeff Bass. Dabei wurden keine Samples anderer Lieder verwendet. Der Song wurde in Eminems Haus und im 54Sound-Studio aufgenommen.

## Musikvideo
Bei dem zu Cleanin’ Out My Closet gedrehten Video führten Philip Atwell und Eminems Entdecker Dr. Dre Regie.
Es ist zum Großteil an den Text angelehnt sowie düster gehalten und zeigt Eminem u. a. beim Schaufeln eines Grabes. Außerdem enthält es vermeintliche Szenen aus Eminems Kindheit, bei der Gewalt zwischen seinen Eltern herrschte und seine Mutter Drogen nahm, anstatt sich um ihn zu kümmern.

## Single

### Covergestaltung
Das Singlecover ist in schwarz-weiß gehalten, es zeigt Eminem vor einer Tür sitzend, die Hände ineinander gelegt. Im oberen Teil der Illustration stehen die Schriftzüge Eminem und Cleanin' Out My Closet.

### Chartplatzierungen
Cleanin’ Out My Closet stieg in der 41. Kalenderwoche des Jahres 2002 auf Platz vier in die deutschen Charts ein und fiel in der kommenden Woche auf Rang sieben, bevor es erneut auf Position vier stieg. Anschließend belegte es die Plätze neun und zehn. Insgesamt hielt sich der Song 16 Wochen in den Top 100.
| ChartsChartplatzierungen       | Höchstplatzierung | Wochen |
| ------------------------------ | ----------------- | ------ |
| Deutschland (GfK)              | 4 (16 Wo.)        | 16     |
| Österreich (Ö3)                | 5 (22 Wo.)        | 22     |
| Schweiz (IFPI)                 | 5 (25 Wo.)        | 25     |
| Vereinigte Staaten (Billboard) | 4 (20 Wo.)        | 20     |
| Vereinigtes Königreich (OCC)   | 4 (15 Wo.)        | 15     |

| ChartsJahrescharts (2002)      | Platzierung |
| ------------------------------ | ----------- |
| Deutschland (GfK)              | 55          |
| Österreich (Ö3)                | 46          |
| Schweiz (IFPI)                 | 59          |
| Vereinigte Staaten (Billboard) | 47          |
| Vereinigtes Königreich (OCC)   | 94          |

### Auszeichnungen für Musikverkäufe
Cleanin’ Out My Closet wurde 2025 in Deutschland für mehr als 300.000 Verkäufe mit einer Goldenen Schallplatte ausgezeichnet. 2022 erhielt es im Vereinigten Königreich für über 600.000 verkaufte Einheiten eine Platin-Schallplatte. Im selben Jahr wurde das Lied für über drei Millionen Verkäufe in den Vereinigten Staaten mit einer dreifachen Platin-Schallplatte ausgezeichnet.

| Land/Region                  | Auszeichnungen für Musikverkäufe (Land/Region, Auszeichnung, Verkäufe) | Verkäufe  |
| ---------------------------- | ---------------------------------------------------------------------- | --------- |
| Australien (ARIA)            | 5× Platin                                                              | 350.000   |
| Belgien (BRMA)               | Gold                                                                   | 20.000    |
| Brasilien (PMB)              | Gold                                                                   | 30.000    |
| Dänemark (IFPI)              | Gold                                                                   | 45.000    |
| Deutschland (BVMI)           | Gold                                                                   | 300.000   |
| Neuseeland (RMNZ)            | Gold                                                                   | 5.000     |
| Schweden (IFPI)              | Gold                                                                   | 15.000    |
| Vereinigte Staaten (RIAA)    | 3× Platin                                                              | 3.000.000 |
| Vereinigtes Königreich (BPI) | Platin                                                                 | 600.000   |
| Insgesamt                    | 6× Gold · 9× Platin ·                                                  | 4.365.000 |

Hauptartikel: Eminem/Auszeichnungen für Musikverkäufe

## Spätere Aussagen Eminems
Der Song Headlights auf dem Album The Marshall Mathers LP 2 von 2013 stellt ein Gegenstück zu Cleanin’ Out My Closet dar – dort entschuldigt sich Eminem bei seiner Mutter für das Lied und sagt, er zucke jedes Mal zusammen, wenn er es im Radio höre. Vermutlich sei er damals zu weit gegangen, denn nun wisse er, dass sie nicht an der Situation der Familie schuld war. Auch bedaure er es, dass sie ihre Enkelkinder nicht kenne.